# Rietendakschool (Utrecht)
De Rietendakschool is een school met een rieten dak in de Nederlandse stad Utrecht.
Het schoolgebouw is in 1923 gebouwd naar een ontwerp van stadsarchitect J.I. Planjer. Geïnspireerd door het principe van de openluchtscholen hield Planjer rekening met heilzame werking van buitenlucht voor schoolkinderen. Hij ontwierp een school in landelijke stijl aan de rand van de stad, de kinderen konden hier buitenles krijgen in een aangrenzend weiland. Planjer ontwierp nog diverse andere Utrechtse schoolgebouwen zoals die voor het Utrechts Stedelijk Gymnasium aan de Homeruslaan.
In de loop der geschiedenis heette de Rietendakschool ook de Cort van der Lindenschool en breidde de bebouwde omgeving van de stad zich uit. Aan het nabijgelegen Ondiep 63 had de school een dependance.
In 1987 woedde een grote brand in het schoolgebouw. Rond de kerst van 1996 sloegen de vlammen uit het dak. In november 2002 was er ook brand. In juni 2004 was er weer brand, vijfentwintig vierkante meter van het dak verbrandde toen. Op oudejaarsavond 2022 beschadigde vuur een volgende maal een deel van de rieten dakbedekking.